# 페게우스
페게우스(Phegeus)는 그리스 신화에 나오는 아르카디아 지방의 프소피스 왕이다. 강의 신 알페오스의 아들로서, 프로노오스, 아게노르 두 아들과 딸 아르시노에를 두었다. '테베공략 7장군'의 하나인 암피아라오스의 아들 알크마이온은 어머니 에리필레를 죽인 죄로 복수의 여신들인 에리니에스의 저주를 받아 미쳤다. 이곳 저곳을 떠돌아다니던 알크마이온은 프소피스에서 페게우스의 도움을 받아 죄를 씻고 아르시노에와 결혼하였다. 그러나 알크마이이온에게 내린 저주는 다시 농작물이 열매를 맺지 못하는 재앙으로 나타났다. 이에 알크마이온은 어머니를 죽일 때 태양을 보지 못한 곳으로 가서 죄를 씻으라는 신탁에 따라 프소피스를 떠나 아켈로스강으로 갔다. 알크마이온은 강의 신 아켈로스에게 의지하여 죄를 씻고 그의 딸 칼리로에와 결혼하였다. 칼리로에는 알크마이온이 아르시노에에게 준 하르모니아의 목걸이와 결혼예복을 탐냈다. 이에 알크마이온은 프소피스로 가서 자신의 광기를 치료하기 위해서는 목걸이와 결혼예복을 델포이 신전에 바쳐야 한다고 페게우스를 속였다. 페게우스는 이 말을 믿고 목걸이와 결혼예복을 내주었는데, 알크마이온의 부하가 페게우스에게 사실을 폭로하였다. 성난 페게우스는 프로노오스와 아게노르를 시켜 알크마이온을 죽였다. 이 때 칼리로에는 알크마이온과의 사이에서 두 아들 암포테로스와 아카르난을 두었는데, 남편의 복수를 위하여 제우스에게 어린 두 아들이 빨리 자라게 해 달라고 기도하였다. 제우스가 기도를 들어 주어 암포테로스와 아카르난은 갑자기 성인이 되었고, 페게우스 부부와 두 아들은 이들에게 살해되었다. 암포테로스와 아카르난이 하르모니아의 목걸이와 결혼예복을 델포이 신전에 바치자 저주도 풀렸다.